# Ciprian Iacob
Constantin-Ciprian Iacob (n. 30 septembrie 1981, Târgoviște, Dâmbovița, România) este un avocat și politician român, ales în 2024 senator de Dâmbovița din partea partidului Alianța pentru Unirea Românilor (AUR).

## Educație
Iacob a absolvit Universitatea „Valahia” din Târgoviște, unde a obținut titlul de doctor în management în 2014, cu teza intitulată „Comunicarea, vector de creștere a performanței managementului în instituțiile juridice”. De asemenea, a absolvit modulele I și II pentru pregătirea personalului didactic la Universitatea Valahia din Târgoviște și a obținut certificări, printre altele, în managementul mediului și formarea profesională.

## Carieră profesională
Iacob este avocat din 2006, activând în cadrul Baroului Dâmbovița. În 2023, a fost ales Președinte al Casei de Asigurari a Avocaților din Dâmbovița (C.A.A. Dâmbovița A fost membru al Consiliului de Administrație al Conpet SA din noiembrie 2017 până în august 2022. Totodată, între 2014 și 2022, a deținut calitatea de membru al Consiliului Eparhial din Arhiepiscopia Târgoviștei.

## Carieră politică

### Activități politice timpurii
În aprilie 2016, Iacob a anunțat la candidatura din postura de independent la Primăria Târgoviște, dar și-a retras candidatura două săptămâni mai târziu.
La începutul lunii martie 2024, Iacob a fost anunțat drept candidatul AUR la președinția Consiliului Județean Dâmbovița la alegerile locale din 9 iunie acelui an, fiind „recent” înscris în partid, conform Gazetei Dâmboviței. Iacob și-a depus oficial candidatura pe 29 aprilie.
În urma alegerilor locale din 9 iunie 2024, Iacob a fost ales consilier județean, obținut 10,% din voturi (23.100 voturi), clasându-se pe locul al treilea după Corneliu Ștefan (PSD) și Sorin Ion (PNL).

### Senator (2024–prezent)

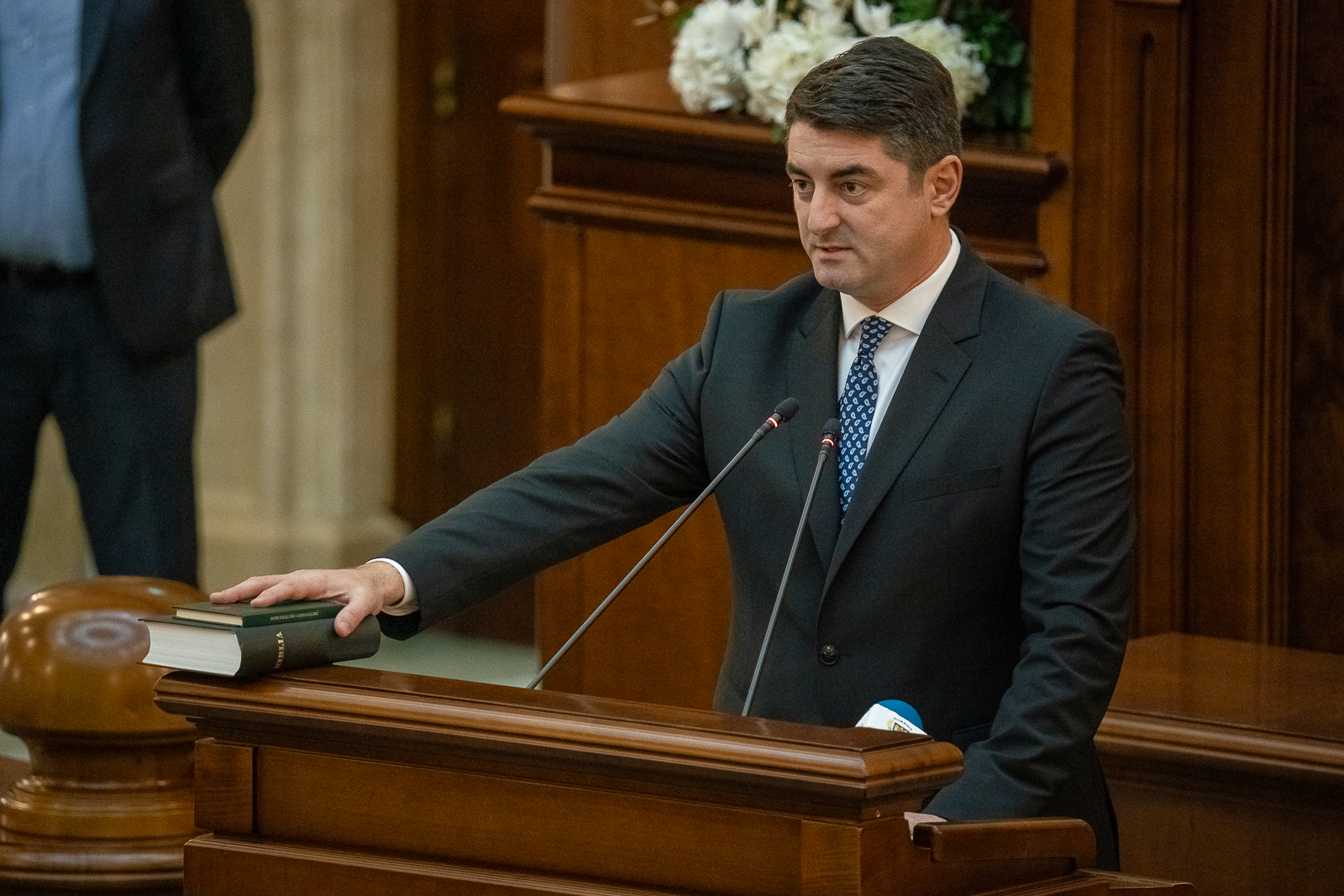
Iacob depunând jurământul în Senat, 21 decembrie 2024

În urma alegerilor parlamentare din 2024 pe 1 decembrie, Iacob a fost ales membru al Senatului României, în județul Dâmbovița, preluând mandatul pe 21 decembrie. Ca senator este membru al Comisiei juridică, de numiri, disciplină, imunități și validări, precum și Comisiei pentru apărare, ordine publică și siguranță națională. De asemenea, Iacob este vicepreședinte al Comisiei pentru regulament și, din 25 martie 2025, face parte din grupurilor parlamentare de prietenie pentru Colombia, Franța și Grecia.
În aprilie 2025, Iacob a votat în favoarea moțiunii simple împotriva ministrului Muncii, Simona Bucura-Oprescu.

## Implicarea în Clubul Rotary Târgoviște
Pe 6 iulie 2020, Iacob a fost ales președinte al Clubului Rotary Târgoviște și al Asociației Club Rotary Târgoviște. Ceremonia de investire a avut loc pe 4 iulie 2020, când Adrian George Bîlcan i-a predat colanul, conform tradiției clubului. La eveniment a participat și fostul guvernator Rotary, Radu Popescu.
În cadrul celei de-a doua ediții a Promenadei Inimii, organizată pe 3 octombrie 2020, membrii clubului au promovat un stil de viață sănătos, încurajând mișcarea ca mijloc de prevenție a bolilor cardiovasculare. Traseul evenimentului a fost între Gara Târgoviște și Dâmbovița Mall, unde participanții au distribuit materiale informative despre sănătatea inimii.
În septembrie 2020, Clubul Rotary Târgoviște, cu sprijinul sponsorului Amma Print, a donat 100.000 de măști de protecție pentru 28 de unități școlare din județ, precum și pentru Clubul Sportiv Școlar Târgoviște și Universitatea Valahia Târgoviște. În plus, clubul a susținut financiar formarea a 800 de profesori pentru predarea online.

## Viața personală
Iacob este căsătorit cu Silvia Elena Iacob, profesor doctor universitar și decan la Facultatea de Economie Teoretică și Aplicată, Academia de Studii Economice din București. Împreună, cei doi sunt părinții a două fiice.

## Lucrări publicate

### Cărți
1. Constantin Ciprian Iacob, Silvia Elena Iacob (2015), „Importanța comunicării economice la nivelul instituțiilor juridice” [*Importance of economic communication at the level of legal institutions], Bibliotheca Publishing House, Universitaria Economia Collection, ISBN 978-606-772-044-0.